# José Morais
José Morais, född 27 juli 1965 i Lissabon, är en portugisisk fotbollstränare och före detta fotbollsspelare, som är huvudtränare i grekiska AEK Aten.
José kom till Assyriska FF från portugisiska CD Santa Clara i januari 2005, med uppdraget att leda klubben till ett nytt allsvenskt kontrakt. Han misslyckades med detta, och fick efter säsongen lämna klubben.
José har varit verksam i topplaget Benfica under 10 år, bl.a. som José Mourinhos assisterande tränare och som huvudtränare för B-laget.
José har även hjälpt till med Malmö FF:s scouting i Brasilien. Det var exempelvis José som hittade mittbacken Gabriel åt MFF.